# Asteracmea suteri
Asteracmea suteri es una especie de molusco gasterópodo de la familia Lottiidae. 

## Distribución geográfica
Se encuentra en Nueva Zelanda